# Bố già (phim 2021)
Bố già (tiếng Anh: Dad, I'm Sorry) là một bộ phim điện ảnh Việt Nam thuộc thể loại hài – chính kịch ra mắt năm 2021 do Trấn Thành và Vũ Ngọc Đãng đồng đạo diễn, với phần kịch bản do Trấn Thành, Bùi An Nhi, Lương Nghiêm Huy và Hồ Thúc An chấp bút. Phim được dựa trên bộ web drama cùng tên năm 2020, với sự tham gia diễn xuất của các diễn viên gồm Trấn Thành, Tuấn Trần, Ngân Chi, Ngọc Giàu, Lê Giang, Hoàng Mèo, Lan Phương, La Thành và Quốc Khánh. Lấy bối cảnh tại Thành phố Hồ Chí Minh, nội dung phim xoay quanh mối quan hệ giữa ông Sang – một người luôn lo chuyện bao đồng và giúp đỡ người khác – và con trai ông là Quắn – một cậu thanh niên kiếm tiền bằng Youtube rất yêu thương ba và em gái – cùng những rắc rối mà cả hai gặp phải với những người thân trong gia đình mình.
Sau khi lịch công chiếu ban đầu vào mùng một Tết Tân Sửu – tức ngày 12 tháng 2 năm 2021 – bị trì hoãn do những ảnh hưởng của đại dịch COVID-19 tại Việt Nam, Bố già bắt đầu công chiếu các suất chiếu sớm từ ngày 5 tháng 3 năm 2021 trước khi ra rạp chính thức vào ngày 12 tháng 3. Dù nhận được nhiều đánh giá trái chiều từ giới chuyên môn và khán giả, tuy nhiên nhờ việc chiếu phim vào giai đoạn "khát phim" mùa dịch ở các phòng vé, phim đã đạt doanh thu hơn 400 tỷ đồng (theo công bố của nhà phát hành) và trở thành phim điện ảnh Việt Nam có doanh thu cao nhất mọi thời đại cho đến khi bị Nhà bà Nữ soán ngôi.

## Nội dung
Tại một xóm lao động nghèo tại Sài Gòn, có bốn anh em Giàu, Sang, Phú và Quý. Trong đó, Ba Sang là cha đơn thân, một mình nuôi hai con Quắn và Bù Tọt. Quắn là một YouTuber kiếm tiền từ những lượt xem trên YouTube. Anh ta có sở thích sưu tập những món hàng hiệu đắt tiền. Sống gần nhà cha con ông Sang là bà Cẩm Lệ, chủ một cửa hiệu may đồ. Bà Lệ tỏ ra rất thân thiết với gia đình ông Sang và thường xuyên giúp đỡ họ.
Trong bữa tiệc mừng con trai là Bình Lợi được thăng chức, bà Hai Giàu nói vài câu khiến Quắn không vui mà bỏ đi. Một lúc sau, Út Quý xuất hiện trong bộ dạng say xỉn và cãi nhau với những người trong bữa tiệc. Trong lúc xô xát, Quý vô tình đập chai bia vào đầu ông Sang, làm ông bị thương. Hôm sau, ông Sang và Bù Tọt đến nhà Tư Phú uống nước. Tại đây, vợ Phú là thím Ánh thắc mắc về việc ông Sang cưu mang bé Bù Tọt, khiến bà Cẩm Lệ đứng gần đó tức giận. Bà Giàu sau đó cũng có mặt, nhắc ông Sang sớm trả số tiền ông mượn của bà trước đó, đồng thời khuyên ông bán căn nhà đang ở cho mình. Bù Tọt đem chuyện này về kể với Quắn. Dứt lời, Quắn mang vội một xấp tiền sang trả cho bà Giàu.
Nửa đêm, đám người cho vay nặng lãi dẫn theo Út Quý đến nhà Ba Sang, đe dọa nếu không trả tiền chúng sẽ chặt một ngón tay của Quý. Mặc dù Quắn đã ra sức ngăn cản, nhưng vì nghĩ đến tình nghĩa gia đình nên ông Sang đã đem 10.000.000 VNĐ giao cho bọn chúng. Mấy ngày sau, Bình Lợi tìm đến Quắn, gợi ý để nó nên mua nhà chung cư để ở. Tuy tỏ vẻ không quan tâm, nhưng sau đó Quắn đã lén giấu ông Sang để đặt cọc tiền mua căn hộ chung cư. Anh ta đem chuyện này về thuyết phục cha, khuyên ông cứ lên chung cư ở một thời gian, nếu thấy không hợp có thể dọn về. Trong ngày đầu tiên dọn lên chung cư, ông Sang đã mời những người họ hàng của mình đến thăm căn nhà. Tại đây, Quắn nghi ngờ Quý lấy trộm của mình 30.000.000 VNĐ. Việc này khiến gia đình ông Sang và những người họ hàng nảy sinh mâu thuẫn. Quắn cãi nhau với thím Ánh và mẹ con bà Giàu, khiến những người này bỏ về. Ông Sang thấy vậy, tức giận quá mức nên đã đưa Bù Tọt cùng rời khỏi đó. Một lát sau, bà Cẩm Lệ xuất hiện, tặng Quắn một túi quà, đồng thời bảo anh ta nên tìm cơ hội nói lời xin lỗi cha mình.
Vài ngày sau, có một người phụ nữ đến gặp ông Sang, tự nhận là mẹ ruột của Bù Tọt, yêu cầu ông Sang đưa cho cô ta một số tiền. Yêu cầu không được đáp ứng, người phụ nữ này lên mạng, xưng là Trúc Nhàn, người yêu ngày xưa của Quắn, tiết lộ rằng Bù Tọt là con chung của hai người. Tức giận, Quắn gọi điện cho ông Sang, chỉ trích ông vì chuyện cưu mang Bù Tọt mà ảnh hưởng đến sự nghiệp mà anh ta đang có. Tuy nhiên, ông Sang đã khẳng định rằng Bù Tọt chính là con ruột của Quắn, và chính ông là người đã giấu giếm không cho anh ta biết. Vụ bê bối này khiến sự nghiệp của Quắn lao dốc. Anh ta phải xoay xở khắp nơi để đền bù tiền cho các hợp đồng. Biết chuyện, ông Sang đem căn nhà mình đang ở bán cho bà Giàu. Một phần số tiền ông dùng để giúp Quắn, phần còn lại ông mua một đôi hoa tai tặng cho bà Cẩm Lệ.
Sau khi biết tin cha bán căn nhà, Quắn cũng bán luôn căn hộ chung cư của mình rồi mang tiền đến nhà bà Cẩm Lệ, định bụng trả lại cho ông Sang nhưng bị ông khước từ. Ngay sau khi Quắn rời đi, ông Sang bất ngờ ngất xỉu và được đưa vào bệnh viện. Kết quả xét nghiệm cho thấy ông bị suy thận giai đoạn cuối và buộc phải ghép thận. Quắn yêu cầu được dùng thận của mình để cứu cha nhưng ông Sang từ chối để làm nên lý do bị bệnh tim. Cùng đường, Quắn đến tìm vợ chồng Tư Phú và mẹ con bà Giàu nhờ giúp đỡ nhưng mọi người đều từ chối. May thay, Quý xuất hiện và bằng lòng dùng thận của mình ghép cho ông Sang. Trước ngày phẫu thuật, ông Sang thổ lộ lòng mình với bà Cẩm Lệ và được bà đồng ý. Không may, Quý sau đó gặp phải một nhóm người lạ mặt và bị chúng giết. Tranh cãi sau đó nổ ra giữa ông Sang và Quắn về việc ghép thận. Vì không muốn liên lụy con trai, ông Sang bỏ nhà ra đi và tá túc ở một ngôi chùa.
Để chuẩn bị cho cái chết của mình, ông Sang đi đặt mua quan tài và chụp ảnh thờ. Trong lúc đó, một mình Quắn vừa phải nuôi Bù Tọt, vừa đi tìm cha. Trong một buổi phát trực tiếp trên kênh YouTube của mình, Quắn thổ lộ mọi chuyện của gia đình mình với khán giả, đồng thời gửi lời xin lỗi đầu tiên đến ông Sang ngay trên sóng trực tiếp. Ông Sang nghe được những lời con trai nói thông qua màn hình điện thoại, cảm động và quyết định quay về làm phẫu thuật. Cuộc phẫu thuật tuy thất bại, ông Sang không qua khỏi nhưng Quắn cũng nhận ra được nhiều điều trong cuộc sống. Anh ta và Bù Tọt cùng nhau sống tiếp, tập làm quen với cuộc sống mà không có ông Sang bên cạnh. Bộ phim kết thúc với thông điệp rằng: "Chúng ta có nhiều thời gian, bố mẹ thì không, hãy chọn yêu thương khi còn có thể!"

## Diễn viên
- Trấn Thành vai ông Ba Sang
- Tuấn Trần vai Quắn
- Ngân Chi vai Bù Tọt
- NSND Ngọc Giàu vai bà Hai Giàu
- Lê Giang vai bà Cẩm Lệ
- Hoàng Mèo vai Tư Phú
- Lan Phương vai thím Ánh
- La Thành vai Út Quý
- Quốc Khánh vai Bình Lợi
- Nguyễn Thành Phát vai A Sỉn
- Lê Trang vai vợ A Sỉn
- Bảo Phúc vai Tủn

Ngoài ra phim còn có sự tham gia diễn xuất của Chế Nguyễn Quỳnh Châu vai Châu, Minh Tú vai Trúc Nhàn, NSND Việt Anh vai Sư thầy, Xuân Nghị vai Thợ chụp ảnh thẻ, Mai Trần vai Chủ tiệm mai táng, Quang Trung vai Khách xem nhà trọ, Trúc Nhân vai Lơ xe, Ali Hoàng Dương vai Dẫn chương trình, La Quốc Hùng vai Quản lý Trúc Nhàn, Thu Hoài vai Quản lý nhãn hàng, Lê Dương Bảo Lâm vai "thánh" livestream, Diệu Nhi vai đại tiểu thư, Hari Won vai chị nhân sự, Bà Tân Vlog vai người đàn bà nấu bánh chưng và Hưng Vlog vai con trai người đàn bà nấu bánh chưng.

## Sản xuất

### Phát triển
Dự án phim điện ảnh Bố già được công bố lần đầu tiên vào ngày 17 tháng 9 năm 2020, chuyển thể từ phim chiếu mạng cùng tên được công chiếu vào đầu năm 2020 – một bộ phim cũng do Trấn Thành sản xuất và đóng chính – nhưng được xây dựng khác hoàn toàn với bản gốc. Vốn là một người yêu thích bản phim chiếu mạng, đặc biệt về mặt nội dung và diễn xuất, đạo diễn Vũ Ngọc Đãng cho biết cảm thấy "bất ngờ và phấn khích", đồng thời đồng ý tham gia dự án ngay khi Trấn Thành gửi lời mời. Ngoài việc là vai chính và đồng đạo diễn, Trấn Thành còn đảm nhận vai trò biên kịch (viết 90% lời thoại trong phim) và nhà sản xuất. Vũ Ngọc Đãng nhận xét Trấn Thành "có cái đầu biên kịch và đạo diễn cực kỳ giỏi".

### Quay phim
Cùng với các diễn viên từ bản phim chiếu mạng quay trở lại phiên bản điện ảnh, bao gồm Lê Giang, Quốc Khánh, Tuấn Trần và NSND Ngọc Giàu, phim còn có thêm nhiều diễn viên mới góp mặt như Lan Phương, Hoàng Mèo, La Thành và bé Ngân Chi. Phần chỉ đạo diễn viên của Trấn Thành được thực hiện nghiêm ngặt: Lê Giang phải bỏ lối diễn trước đây, nhập vai đúng tâm lý, bị la mắng thường xuyên; Tuấn Trần phải xăm mình, cạo trọc, giảm cân và để tóc quắn đúng với tạo hình nhân vật.
Phim có tổng kinh phí gần 1 triệu USD (gần 23 tỷ đồng), được ghi hình trong vòng hai tháng đến khi đóng máy vào cuối tháng 10 năm 2020. Bối cảnh chính của phim đặt tại một con hẻm nhỏ xóm lao động Sài Gòn nằm dưới chân cầu Nguyễn Văn Cừ (quận 4); đoàn phim mất vài tháng để tìm được con hẻm đáp ứng được yêu cầu của đạo diễn. Tại đây, ê-kíp tự xây dựng những ngôi nhà cùng nội thất bên trong, đồng thời bít miệng cống, bơm nước ngập đường để tái hiện lại cảnh thành phố ngập nước sau mưa. Riêng cảnh mở đầu của phim dài khoảng 2 phút được quay theo công nghệ một cú máy liên tục (one-shot) với chi phí hơn 1 tỷ đồng, tốn hơn 100 giờ quay với hơn 100 diễn viên quần chúng tham gia.

### Nhạc phim
Bài hát "Cha già rồi đúng không" của nhạc sĩ Phạm Hồng Phước được chọn làm nhạc phim, do ca sĩ Ali Hoàng Dương trình bày. Trấn Thành đã viết lại một số đoạn trong bài để phù hợp với tinh thần của bộ phim và cũng nhằm mục đích "truyền tải những hồi ức đẹp nhất của gia đình để ai xem phim cũng thấy thấp thoáng bố mẹ mình trong đó". Ca khúc nhạc phim thứ hai được công bố là "Sao cha không" do Phan Mạnh Quỳnh sáng tác và thể hiện.

Ngoài hai bài hát chính nói trên, phần âm nhạc trong Bố già được dùng để khắc họa tính cách và lối sống của các nhân vật. Ở phân cảnh mở đầu, phim dùng ca khúc "Sài Gòn đẹp lắm" của Y Vân để dẫn dắt vào câu chuyện. Đối với nhân vật Cẩm Lệ, phim sử dụng bài "Màu hồng chủ nhật" do nhạc sĩ Hồng Vân sáng tác và "Điệp khúc thanh bình", đều do Connie Kim trình bày. Ngược lại, giai điệu "Bigcityboi" của Binz xuất hiện để phù hợp với lối sống của nhân vật Quắn. VnExpress đánh giá việc đặt các bản nhạc này gắn liền với hai tuyến nhân vật khác nhau là một cách để làm nổi bật sự khác biệt thế hệ trong phim.
| STT              | Nhan đề                  | Sáng tác         | Thể hiện         | Thời lượng |
| ---------------- | ------------------------ | ---------------- | ---------------- | ---------- |
| 1.               | "Cha già rồi đúng không" | Phạm Hồng Phước  | Ali Hoàng Dương  | 5:19       |
| 2.               | "Sao cha không"          | Phan Mạnh Quỳnh  | Phan Mạnh Quỳnh  | 4:45       |
| Tổng thời lượng: | Tổng thời lượng:         | Tổng thời lượng: | Tổng thời lượng: | 10:04      |

## Phát hành
Ban đầu, Bố già được dự kiến công chiếu từ ngày 12 tháng 2 năm 2021 tại thị trường Việt Nam, nhưng do tình hình dịch COVID-19 phức tạp trở lại tại Hải Dương và một số địa phương khác nên bị tạm hoãn. Đến ngày 24 tháng 2, Trấn Thành công bố lịch khởi chiếu mới của phim vào ngày 12 tháng 3, cùng thời điểm với Gái già lắm chiêu V: Những cuộc đời vương giả của Bảo Nhân và Nam Cito. Phim có buổi ra mắt báo giới và truyền thông vào chiều ngày 4 tháng 3, đồng thời có các suất chiếu sớm từ ngày 5 tháng 3 đến 8 tháng 3 năm 2021; sau đó, do nhận được những phản hồi tích cực từ khán giả, phim tiếp tục kéo dài thời gian chiếu sớm đến hết ngày 11 tháng 3. Đến ngày 5 tháng 4, sau thành công về mặt doanh thu, Trấn Thành công bố kế hoạch công chiếu bộ phim tại các thị trường quốc tế, trong đó có Singapore, Malaysia (từ ngày 22 tháng 4) và Thái Lan.
Ngày 21 tháng 1 năm 2021, nhà sản xuất cho ra mắt trailer chính thức của Bố già, hé lộ một số tình tiết chính khi đi sâu vào cuộc sống của gia đình nhân vật Ba Sang. Từ dịp Tết Tân Sửu, Trấn Thành liên tục quảng bá bộ phim trên các kênh truyền thông, trong đó có các bài viết trên trang Facebook cá nhân. Theo ghi nhận của Zing News, một bài đăng kêu gọi ra rạp theo dõi phim của Trấn Thành từng đạt 10 triệu lượt tiếp cận trên Facebook. Trang này nhận định rằng chiến dịch truyền thông của anh là một yếu tố để phim sớm giành ưu thế về doanh thu trước Gái già lắm chiêu V.
Phim đã được phát hành trên dịch vụ truyền dữ liệu video theo yêu cầu Galaxy Play vào ngày 15 tháng 6 năm 2021.

## Đón nhận

### Doanh thu phòng vé
Tính đến chiều ngày 1 tháng 4 năm 2021, theo trang Box Office Vietnam, tổng doanh thu của Bố già là 347 tỷ đồng. Các đạo diễn Nguyễn Quang Dũng, Phan Gia Nhật Linh, Charlie Nguyễn, Lê Thanh Sơn, Nhất Trung và Võ Thanh Hòa đều đồng thuận rằng Bố già là một "điểm sáng" để góp phần hồi phục thị trường điện ảnh sau thời gian dài bị ảnh hưởng bởi dịch COVID-19, và con số doanh thu kỷ lục của phim được xem là một cột mốc mới mà các nhà làm phim muốn hướng đến trong tương lai.
Sau hai ngày mở bán, đến tối ngày 3 tháng 3, Bố già bán được gần 12.000 vé và thu về hơn 1,2 tỷ đồng, gấp sáu lần Gái già lắm chiêu V: Những cuộc đời vương giả. Đến trưa ngày 4 tháng 3, theo công bố của Trấn Thành, tổng doanh thu từ lượng vé đặt trước đã là gần 2 tỷ đồng. Tính trong bốn ngày từ 5 tháng 3 đến 8 tháng 3, phim tiếp tục dẫn đầu về số lượng suất chiếu sớm với khoảng 6.000 suất, trong đó có 1.200 suất trong tối ngày 5 tháng 3 – số suất chiếu sớm sau 18 giờ cao nhất đối với một bộ phim Việt Nam. Theo công bố của nhà phát hành, tính từ 18 giờ đến hết ngày 5 tháng 3, Bố già thu được 10,6 tỷ đồng và trở thành bộ phim điện ảnh có doanh thu chiếu sớm cao thứ hai tại thị trường Việt Nam chỉ sau Avengers: Hồi kết. Trong ngày 6 tháng 3, phim thu về thêm 22 tỷ đồng từ hơn 3.000 suất chiếu, phá vỡ kỷ lục cũ của Cua lại vợ bầu (19,6 tỷ đồng) và trở thành phim Việt Nam có doanh thu trong một ngày cao nhất mọi thời đại, nâng tổng doanh thu lên gần 33 tỷ đồng sau 1,5 ngày; trong đó, tại cụm rạp CGV, phim chiếm 80% tổng số vé bán ra của các phim, gấp sáu lần so với Gái già lắm chiêu V. Ngày 7 tháng 3, phim tiếp tục tự phá vỡ kỷ lục này khi thu thêm được 30 tỷ đồng để đạt doanh thu 62,6 tỷ đồng sau 2,5 ngày công chiếu. Trang thống kê Box Office Mojo ghi nhận doanh thu của phim là 2,4 triệu USD trong ba ngày từ 5 đến 7 tháng 3, đứng thứ ba toàn cầu.
Ngày 9 tháng 3 năm 2021, nhà phát hành thông báo phim Bố già đạt doanh thu 100 tỷ đồng, trở thành phim Việt Nam vượt mốc doanh thu này trong thời gian nhanh nhất lịch sử. Con số này tăng lên thành 150 tỷ đồng vào ngày 12 tháng 3 sau một tuần công chiếu. Ngày 13 tháng 3, phim phá kỷ lục doanh thu cao nhất trong một ngày với 31 tỷ đồng. Ngày 14 tháng 3, phim vượt mốc 200 tỷ đồng sau 9 ngày công chiếu, vượt qua Cua lại vợ bầu để trở thành phim Việt Nam có doanh thu nội địa cao nhất từ trước đến nay. Cùng ngày, tác phẩm thu về 34,2 tỷ đồng từ hơn 4.000 suất chiếu, lần thứ ba phá kỷ lục doanh thu trong ngày cao nhất do chính mình thiết lập. Ngày 19 tháng 3, phim đạt doanh thu 290 tỷ đồng, vượt qua Avengers: Hồi kết (285 tỷ đồng) để trở thành phim điện ảnh ăn khách nhất lịch sử chiếu bóng Việt Nam. Ngày 21 tháng 3, đúng với dự đoán của nhiều nhà làm phim và giới chuyên môn, Box Office Vietnam ghi nhận doanh thu của phim chạm mốc 300 tỷ đồng. Ngày 29 tháng 3, Bố già trở thành phim điện ảnh đầu tiên của Việt Nam vượt mốc 5 triệu vé bán ra. Ngày 5 tháng 4, nhà phát hành công bố doanh thu hơn 400 tỷ đồng cùng 5,3 triệu vé được bán sau một tháng công chiếu. Ngày 10 tháng 6 phim đạt doanh 18,8 tỷ đồng khi công chiếu tại Mỹ.

### Đánh giá chuyên môn

#### Quốc nội
Lucas Luân Nguyễn, một giảng viên thỉnh giảng môn phê bình điện ảnh tại Trường Đại học Kinh tế – Tài chính Thành phố Hồ Chí Minh, thừa nhận "Bố già dù thành công vẫn chưa phải là một bộ phim xuất sắc". Anh nói thêm: "Bộ phim rất giống nhân vật ông Ba Sang, đôi khi làm mình khó chịu nhưng cuối cùng thì vẫn xuất phát từ cái tâm, cái tình và mang lại những cảm xúc tích cực cho người xem. Vì thế, tôi thấy phim chưa xuất sắc nhưng vẫn xứng đáng với tình yêu của khán giả". Trấn Thành cũng thừa nhận thành công của phim một phần là nhờ may mắn, nói thêm rằng Bố già "chưa hoàn hảo" và "thời lượng của phim hơi dài", một mặt anh lại "quá ôm đồm" và "quá cầu toàn", dẫn đến những cảnh phim bị cho là "chưa trọn vẹn, thiếu cảm xúc".
Trên Zing News, phim được chấm điểm 7/10. Tác giả Ân Nguyễn đánh giá cao việc vận dụng chất liệu đời thường, đặc biệt là phong cách slice of life trong việc xây dựng kịch bản, đồng thời kết luận "Bố già là một xuất phẩm tốt đến từ Trấn Thành và các cộng sự. Dù còn vài điểm lấn cấn, tác phẩm vẫn cho thấy tố chất của cả những người đứng trước và phía sau máy quay". Mi Ly của Tuổi Trẻ cho rằng Bố già đã chọn câu chuyện xung đột thế hệ rất phổ biến với mọi gia đình làm người xem dễ đồng cảm cũng như có bối cảnh dễ tạo thiện cảm, nhưng lại chưa mạnh về ngôn ngữ điện ảnh và vẫn còn thừa thãi các cảnh quay one-shot. Một điểm tích cực nữa được trang VnExpress nhắc đến là sự tiến bộ về mặt diễn xuất của Tuấn Trần; mặt khác, tác giả Mai Nhật chỉ ra rằng kịch bản của phim đôi lúc còn dài dòng, cũng như phần âm nhạc bị lạm dụng nhất là ở các phân đoạn đòi hỏi sự chiêm nghiệm của khán giả.

#### Quốc tế
Trên trang web tổng hợp đánh giá Rotten Tomatoes, Bố già có tỉ lệ đánh giá tích cực là 29%, dựa trên 7 bài đánh giá, với số điểm trung bình là 5,5/10. Mark Keizer của tạp chí Variety ví bộ phim giống như một sự kết hợp giữa phim sitcom và kịch xà phòng khi các yếu tố bi kịch và hài kịch được thể hiện một cách quá đà. Theo ông, sự thất vọng lớn nhất của khán giả Hoa Kỳ đối với Bố già nằm ở lối xây dựng cốt truyện theo kiểu "kịch xà phòng", sự thay đổi giai điệu một cách lung tung lộn xộn. Thêm vào đó, những cuộc cãi nhau liên hồi giữa các nhân vật trong phim cũng là một yếu tố cản trở việc khán giả nước ngoài hiểu biết đúng hơn về cuộc sống của gia đình "thuộc tầng lớp lao động Việt Nam đương đại".

### Giải thưởng
| Năm  | Giải thưởng                   | Hạng mục                                          | Đề cử                      | Kết quả        | Tham khảo     |
| ---- | ----------------------------- | ------------------------------------------------- | -------------------------- | -------------- | ------------- |
| 2020 | Giải Cánh diều                | Phim truyện điện ảnh                              | Bố già                     | Cánh diều vàng | [ 58 ] [ 59 ] |
| 2020 | Giải Cánh diều                | Quay phim xuất sắc phim truyện điện ảnh           | Diệp Thế Vinh              | Đoạt giải      | [ 58 ] [ 59 ] |
| 2020 | Giải Cánh diều                | Nam diễn viên chính xuất sắc phim truyện điện ảnh | Tuấn Trần                  | Đoạt giải      | [ 58 ] [ 59 ] |
| 2021 | Liên hoan phim Việt Nam       | Giải Bông sen cho phim truyện điện ảnh            | Bố già                     | Bông sen Bạc   | [ 60 ]        |
| 2021 | Liên hoan phim Việt Nam       | Nam diễn viên chính xuất sắc nhất                 | Tuấn Trần                  | Đoạt giải      | [ 60 ]        |
| 2021 | Liên hoan phim Việt Nam       | Nữ diễn viên phụ xuất sắc nhất                    | Lê Giang                   | Đề cử          | [ 60 ]        |
| 2021 | Liên hoan phim Việt Nam       | Nữ diễn viên phụ xuất sắc nhất                    | Ngân Chi                   | Đoạt giải      | [ 60 ]        |
| 2021 | Liên hoan phim Việt Nam       | Kịch bản xuất sắc nhất                            | Trấn Thành, A Quay, An Nhi | Đoạt giải      | [ 60 ]        |
| 2021 | Ngôi Sao Xanh                 | Phim điện ảnh hay nhất                            | Bố già                     | Đoạt giải      | [ 61 ]        |
| 2021 | Ngôi Sao Xanh                 | Đạo diễn xuất sắc nhất                            | Vũ Ngọc Đãng, Trấn Thành   | Đoạt giải      | [ 61 ]        |
| 2021 | Ngôi Sao Xanh                 | Nam diễn viên chính xuất sắc nhất                 | Trấn Thành                 | Đề cử          | [ 61 ]        |
| 2021 | Ngôi Sao Xanh                 | Nam diễn viên điện ảnh được yêu thích nhất        | Trấn Thành                 | Đoạt giải      | [ 61 ]        |
| 2021 | Ngôi Sao Xanh                 | Nam diễn viên phụ xuất sắc nhất                   | Tuấn Trần                  | Đoạt giải      | [ 61 ]        |
| 2021 | Ngôi Sao Xanh                 | Nam diễn viên phụ xuất sắc nhất                   | La Thành                   | Đề cử          | [ 61 ]        |
| 2021 | Ngôi Sao Xanh                 | Nữ diễn viên phụ xuất sắc nhất                    | Lê Giang                   | Đoạt giải      | [ 61 ]        |
| 2021 | Ngôi Sao Xanh                 | Nữ diễn viên phụ xuất sắc nhất                    | Ngân Chi                   | Đề cử          | [ 61 ]        |
| 2021 | Giải Mai Vàng                 | Bộ phim truyền hình - điện ảnh xuất sắc nhất      | Bố già                     | Đề cử          | [ 62 ]        |
| 2021 | Viet Film Fest                | Nam diễn viên xuất sắc nhất                       | Trấn Thành                 | Đoạt giải      | [ 63 ]        |
| 2022 | Liên hoan phim quốc tế Hà Nội | Phim Việt Nam được khán giả yêu thích             | Bố già                     | Đoạt giải      | [ 64 ]        |

## Tương lai
Trong một cuộc phỏng vấn được phát sóng trên VTV ngày 14 tháng 3 năm 2021, Trấn Thành cho biết không có dự định làm các phần phim tiếp theo của Bố già, thêm rằng: "Với tôi, nội dung của một tác phẩm phải có đủ chất liệu cho phần 2, phần 3 thì mình hãy tiếp tục, tôi không vì lợi nhuận hay vì mọi người quá thích mà nhào nặn ra một tác phẩm mang hơi thở của thành công trong quá khứ, vậy buồn chán lắm. Với tôi, một nghệ sĩ thích sự sáng tạo liên tục để khán giả có nhiều lựa chọn hơn".